# PDP-8

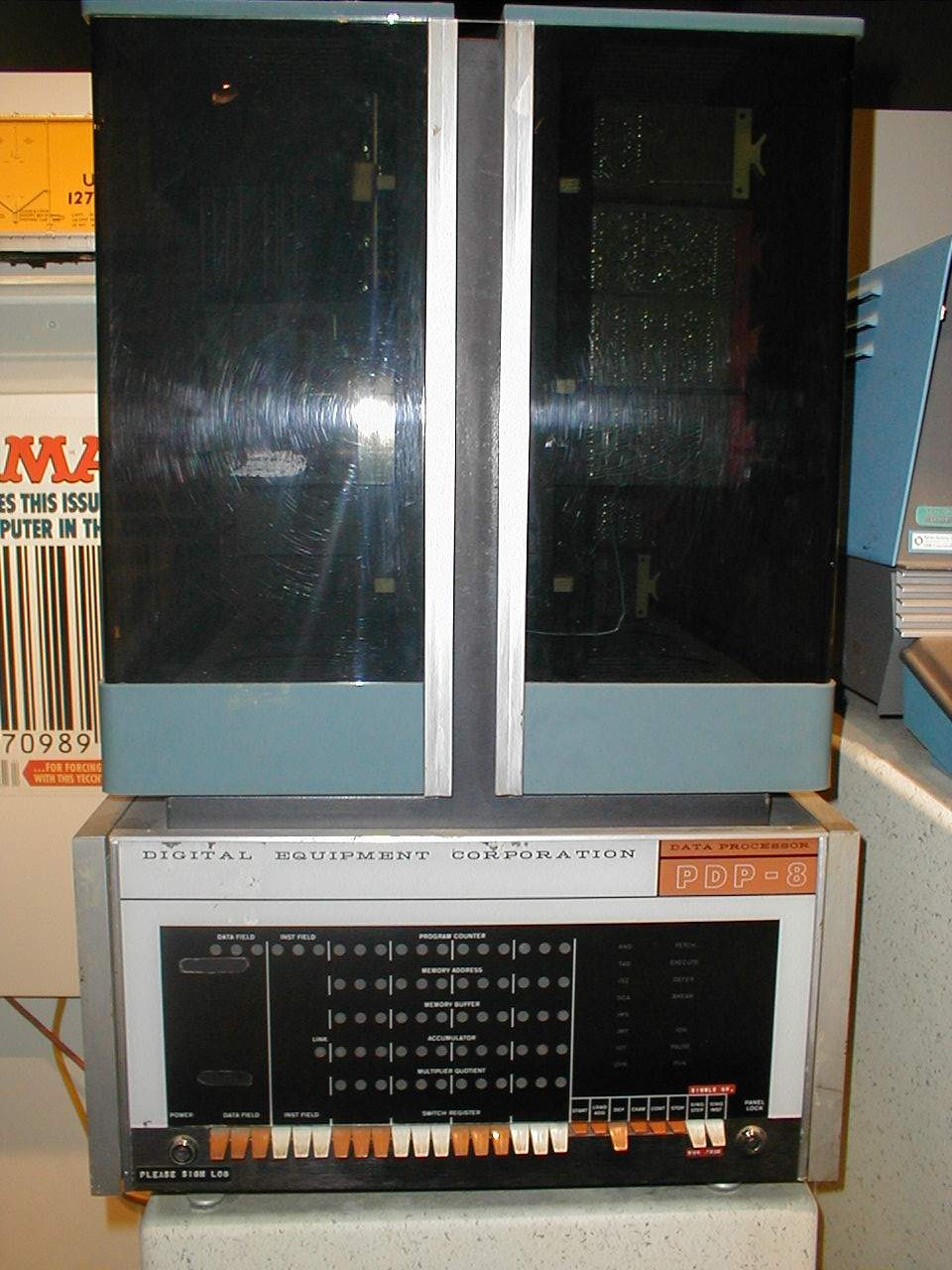
PDP-8 esposto al National Museum of American History a Washington.

Il PDP-8 (Programmed Data Processor-8) è stato il primo minicomputer commerciale della storia ad aver ottenuto successo commerciale. È stato prodotto dalla Digital Equipment Corporation (DEC) negli anni sessanta e fu il più venduto computer della serie PDP. Costava all'epoca 16.000 dollari.
Il PDP-8 era un computer a 12-bit. Nella sua configurazione standard aveva una memoria principale di 4.096 parole a 12-bit (equivalenti a 6 kilobyte), espandibile a 32.768 parole (ovvero a 48 KB). All'inizio il PDP-8 aveva solo 8 istruzioni e due registri (un accumulatore a 12-bit, AC, e un Link Register a bit singolo, L).
Il PDP-8 è stato un computer storicamente importante per i suoi progressi tecnologici, per l'I/O, per sviluppo software, e per la progettazione di sistemi operativi.
Il primo modello di PDP-8 (chiamato "Straight-8") aveva una tecnologia "discreta" (cioè, senza uso di microprocessori) a transistor e con una dimensione simile a quella di un frigorifero. In seguito fu sostituito dal PDP-8/S, più piccolo, meno caro, ma molto più lento rispetto al primo PDP-8.
La sua efficiente architettura a singolo registro accumulatore ha ispirato i microprocessori 6800 ed il 6502.